# 防火設備検査員
防火設備検査員（ぼうかせつびけんさいん）とは、登録防火設備検査員講習を受講・修了した後、防火設備検査員資格者証の交付をうけた者。平成28年6月1日施行の建築基準法改正により防火設備定期検査制度ができたのに伴い、新設された。

## 概要
建築基準法第12条第3項によれば、民間建築物に設けられた防火設備のうち、安全上、防火上又は衛生上特に重要であるものとして政令で定める防火設備及び特定行政庁が指定する防火設備の安全確保のための検査を定期的に行い、それを特定行政庁へ報告しなければならないことになっている。また、国等の公共建築物に設けられた防火設備においては、建築基準法第12条第4項の規定により、全ての防火設備の点検を定期的に行うこととなっている。この定期検査・定期点検を行うことができる者が防火設備検査員である。なお、一級建築士・二級建築士も定期検査・定期点検を行うことができる。
この資格の法律上の名称は建築基準法第12条第3項による「建築設備等検査員」であり、「建築設備等検査員」の一種として、建築基準法施行規則第6条の5第2項及び第6条の6により、「防火設備検査員」の名称が定義されている。
なお、防火設備定期検査は、2013年10月11日に発生した、福岡市整形外科医院火災が直接の原因となり、創設された制度である。

## 受講資格
平成28年国土交通省告示第700号第3及び国土交通大臣登録「防火設備検査員講習」ご案内（一般財団法人日本建築防災協会）による。
- 大学において建築学、機械工学、電気工学等に関する課程を卒業し、防火設備に関して2年以上の実務経験を有する者
- 3年制短期大学（夜間を除く）において建築学、機械工学、電気工学等に関する課程を卒業し、防火設備に関して3年以上の実務経験を有する者
- 2年制短期大学、高等専門学校において建築学、機械工学、電気工学等に関する課程を卒業し、防火設備に関して4年以上の実務経験を有する者
- 高等学校等において建築学、機械工学、電気工学等に関する課程を卒業し、防火設備に関して7年以上の実務経験を有する者
- 防火設備に関して11年以上の実務経験を有する者
- 特定行政庁職員として建築行政（防火設備に関するものに限る。）に関して2年以上の実務経験を有する者[4]
- 消防吏員として火災予防業務に関して5年以上の実務経験を有する者
- 消防設備点検資格者として感知器に関して5年以上の実務経験を有する者
- 甲種消防設備士又は乙種消防設備士として感知器に関して5年以上の実務経験を有する者
- 上記と同等以上の知識及び経験を有する者

## 講習
- 講習は、登録防火設備検査員講習実施機関である、一般財団法人日本建築防災協会が行う。
- 日程は学科講習が2日間、実技講習が1日間。

### 講習科目
建築基準法施行規則第6条の14及び国土交通大臣登録「防火設備検査員講習」ご案内（一般財団法人日本建築防災協会）による。
1. 学科講習
  1. 防火設備定期検査制度総論（1時間）
  2. 建築学概要（2時間）
  3. 防火設備に関する建築基準法令（1時間）　
  4. 防火設備に関する維持保全（1時間）
  5. 防火設備概論（3時間）
  6. 防火設備定期検査業務基準（2時間）
  7. 修了考査（1時間半）
2. 実技講習
  1. 防火設備検査方法（3時間）